# Venta (establecimiento)

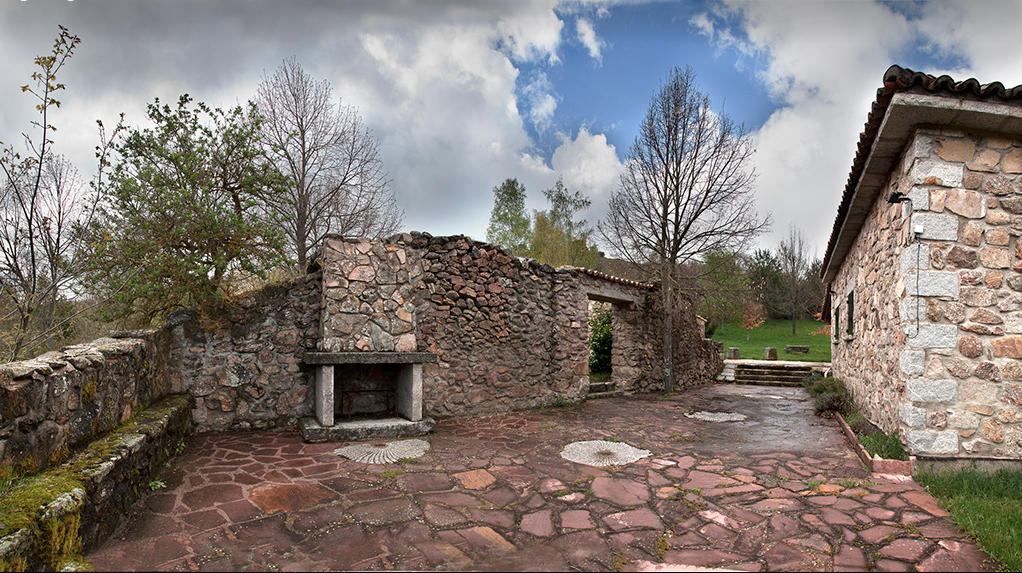
Ruinas y reconstrucción de la Venta de Cornejo (siglo xiv).

Venta, ventorro y ventorrillo se refieren a establecimientos o edificios de arquitectura popular de antigua tradición, situados originalmente en caminos o despoblados, y luego en carreteras y zonas de servicio de autovías. A lo largo de su historia, las ventas han ofrecido servicio de comida y hospedaje a los viajeros, y pueden asociarse a otros establecimientos de carácter histórico como los mesones o las posadas. En España, su antigüedad queda bien referida y documentada por obras literarias como el El Libro de buen amor (ca. 1330) o Don Quijote de la Mancha (1615), y en pinturas como La riña en la Venta Nueva, de Francisco de Goya. También se registra el uso de este término con tal acepción en algunos países hispanoamericanos, como la Venta de Aguilar, primera que se estableció en el camino Ciudad de México-Veracruz, o la popular Venta de Perote, ambas en México.

## Descripción
Aunque la estructura arquitectónica puede variar en función de los modelos populares de cada región o país, las ventas, como establecimiento de conjunto al servicio de unos fines (cuya datación en España se puede confirmar en la Edad Media), tienen en común su emplazamiento, casi siempre aislado, en encrucijadas de caminos reales, pasos, etcétera. Otras coincidencias son: el gran portón accesible para carruajes y entrada única al recinto general; las cuadras y corrales para guardar el ganado en tránsito; pajares para alojar a los arrieros y habitaciones, en principio muy primitivas, para los comerciantes, tratantes y viajeros. Además de la gran cocina y el comedor en la planta baja, el patio interior (a menudo varios y empedrados), con pozo, abrevaderos y la escalera de acceso a la galería y el piso alto, y otras dependencias como almacenes, etcétera.

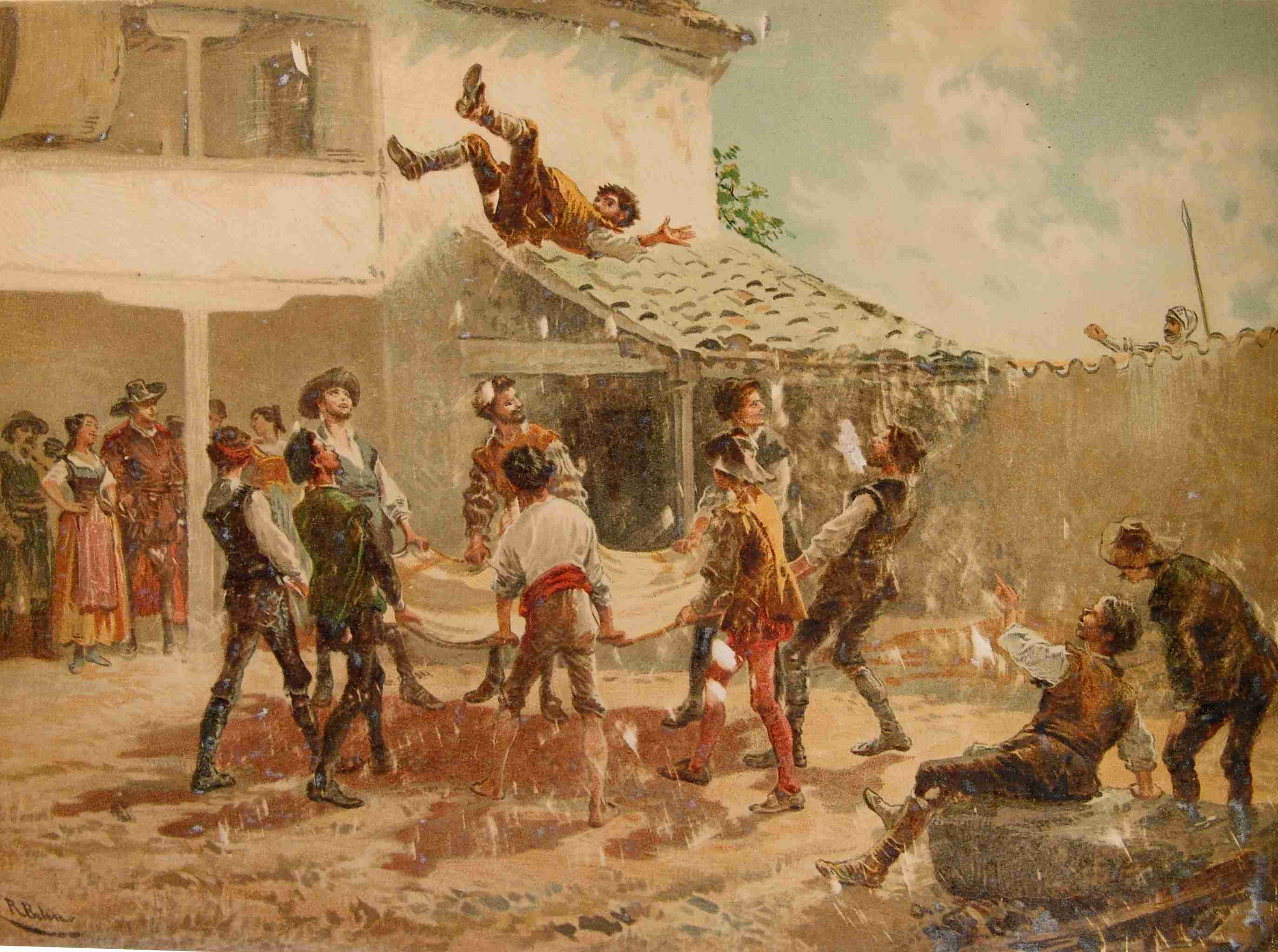
El manteo de Sancho en el corral de la venta. Ilustración de Ricardo Balaca (hacia 1880-1883).

Tomando como referencia la literaria e histórica Venta de Quesada, que viajeros, cronistas e investigadores han querido identificar con la venta-castillo en la que se armó caballero Don Quijote, hay que valorar primero su emplazamiento en el Camino Real de Madrid a Sevilla, y como punto de abastecimiento para las de la Cañada Real Soriana Oriental. Aunque esta venta manchega, en ruinas ya en el siglo xix, desapareció a mediados del xx y solo quedan fragmentos materiales y el topónimo en los antiguos planos y mapas, algunos estudiosos han investigado su estructura a partir de documentos como la descripción del viajero Alejandro Dumas hacia 1846:

En cuanto a la venta de Quesada es una especie de castillo medio arruinado, cuyas dos torrecillas angulares están carcomidas por la mano del tiempo, y cuyo cuerpo principal tiene una sola puerta como un ojo melancólico, que conduce a un antepatio cubierto de estiércol y paja de cebada. En las torrecillas, o mejor dicho a la mitad de estas torrecillas, el tiempo ha carcomido los ángulos y ha grieteado también el centro; a la mitad de estas torrecillas hay una hilera de tronerillas.
 En la venta de Quesada conté dos ventanas que anuncian un primer piso. Otras tres lumbreras pintorescamente desordenadas alumbran la sala baja. Un cuarto agujero da a una salita que acaso fue la que contuvo aquella biblioteca caballeresca que el buen cura quemó, sin más piedad que el Califa Ornar tuviera al quemar la biblioteca de Alejandría.

### Protección patrimonial
Las ventas de Castilla-La Mancha forman parte del patrimonio cultural de la comunidad, otorgándoseles la protección que la ley dispensa a los bienes de esta naturaleza. Las ventas de Borondo (Daimiel, Ciudad Real) y de la Inés (Almodóvar del Campo, Ciudad Real) han sido además declaradas como bienes de interés cultural.

## En la literatura

### Las ventas delQuijote

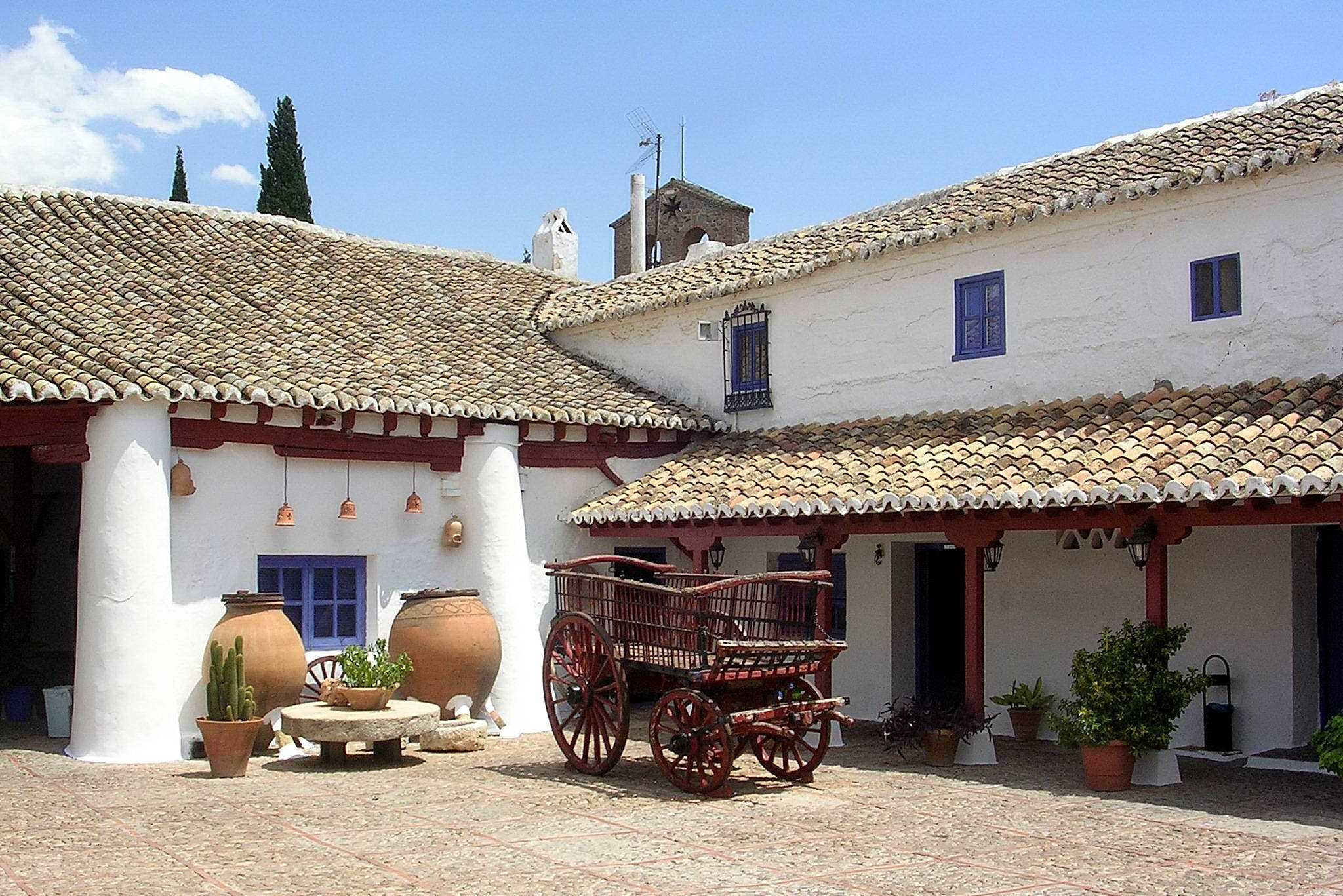
La supuesta venta de Don Quijote, en Puerto Lápice, Ciudad Real.

Las ventas, como construcciones típicas de la arquitectura popular en La Mancha, son descritas por Cervantes en diferentes capítulos de Don Quijote de la Mancha como escenario de varias aventuras y desventuras del Don Quijote; de entre ellos, quizá uno de los más descriptivos episodios es el que se narra en el capítulo 2 y siguientes de la primera parte de la novela cervantina.

...anduvo todo aquel día, y, al anochecer, su rocín y él se hallaron cansados y muertos de hambre, y que, mirando a todas partes por ver si descubriría algún castillo o alguna majada de pastores donde recogerse y adonde pudiese remediar su mucha hambre y necesidad, vio, no lejos del camino por donde iba, una venta, que fue como si viera una estrella que, no a los portales, sino a los alcázares de su redención le encaminaba. Diose priesa a caminar y llegó a ella a tiempo que anochecía.

### La venta del arcipreste
Varios pasajes del El Libro de buen amor (1330 y 1343) relatan las vicisitudes de Juan Ruiz, arcipreste de Hita en la bajomedieval Venta de Cornejo, establecimiento en el que –según cuenta el propio autor– durmió en varias ocasiones en 1329.

### La venta andaluza de Bécquer
Gustavo Adolfo Bécquer describe de forma minuciosa una venta andaluza en su relato titulado La Venta de los Gatos, publicado en noviembre de 1862 en El Contemporáneo.

En Sevilla (...) hay entre otros ventorrillos célebres uno que, por el lugar en que está colocado y por las circunstancias especiales que en él concurren, puede decirse que era, si ya no lo es, el más neto y característico de todos los ventorrillos andaluces.

Figuraos una casita blanca como el ampo de la nieve, con su cubierta de tejas rojizas las unas, verdinegras las otras, y entre las cuales crece un sinfín de jaramagos y matas de reseda. Un cobertizo de madera baña en sombra el dintel de la puerta, a cuyos lados hay dos poyos de ladrillo y argamasa. Empotradas en el muro que rompen varios ventanillos abiertos a capricho para dar luz al interior, y de los cuales unos son más bajos y otros más altos, éste en forma cuadrangular, aquél imitando un ajimez o una claraboya, se ven de trecho en trecho algunas estacas y anillas de hierro que sirven para atar las caballerías. Una parra añosísima, que retuerce sus negruzcos troncos por entre el armazón de maderos que la sostienen, vistiéndolos de pámpanos y hojas verdes y anchas, cubre como un dosel el estrado, el cual lo componen tres bancos de pino, media docena de sillas de anea desvencijadas y hasta seis o siete mesas cojas y hechas de tablas mal unidas...
Gustavo Adolfo Bécquer (1862)

### La venta de Cidones
En la segunda edición de Campos de Castilla, el poeta Antonio Machado publicó en 1917 un poema situado en la primitiva venta soriana de Cidones, titulado «Al maestro "Azorín" por su libro Castilla», considerado como uno de los textos definidores del aspecto más nacional del noventayochismo.

La venta de Cidones está en la carretera

que va de Soria a Burgos. Leonarda, la ventera,
 
que llaman la Ruipérez, es una viejecita
 
que aviva el fuego donde borbolla la marmita.

Ruipérez, el ventero, un viejo diminuto
 
—bajo las cejas grises, dos ojos de hombre astuto—,
 
contempla silencioso la lumbre del hogar.

Se oye la marmita al fuego borbollar.(...)

La venta se oscurece. El rojo lar humea.
 
La mecha de un mohoso candil arde y chispea. (...)

Cerró la noche. Lejos se escucha el traqueteo
 
y el galopar de un coche que avanza. Es el correo.
Antonio Machado

### En Navarra y el País Vasco

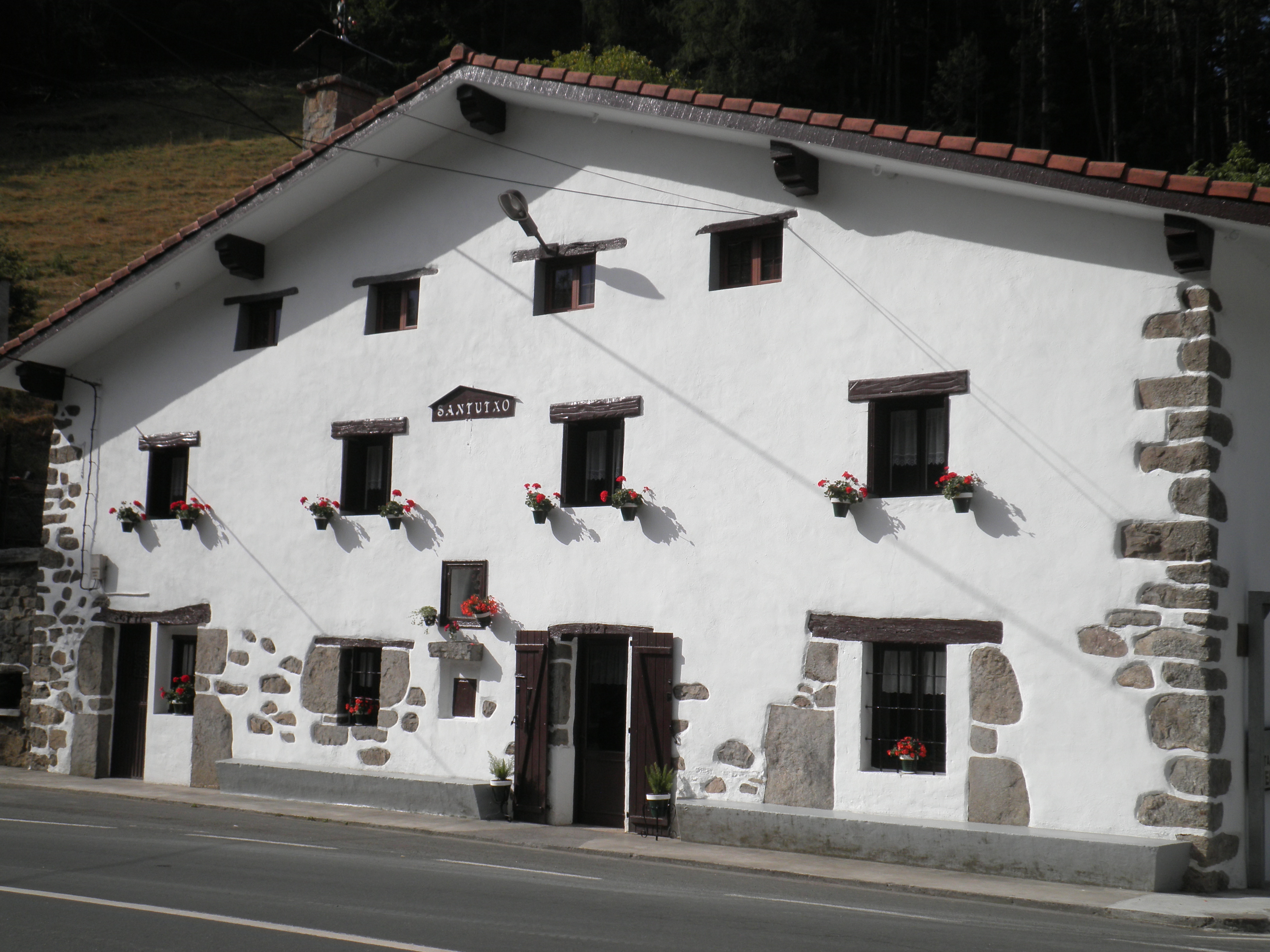
La venta de «Santutxo», en Albíztur.

Se conservan en toda la cornisa cantábrica y con renovada tradición en Navarra y el País Vasco –a ambos lados de los Pirineos– las ventas («benta», o «vente», en francés) como establecimientos con una variada arquitectura tradicional, casi siempre situados en las encrucijadas de las vías de comunicación. En el siglo xxi continúan funcionando como albergue, restaurante y tienda. También suelen usarse como lugar habitual de celebración o reunión gastronómica. Su antigüedad, como en el resto de España, queda patente en la frecuencia con que es posible encontrar topónimos que incluyen el término venta (benta).

## Refranero, expresiones antiguas e iconografía
También en la literatura popular menudean las ventas y ventorrillos, como escenario de reflexiones y consejos; son ejemplo los siguientes dichos, refranes y expresiones del tesoro de la tradición oral y escrita:
- «Cojo la vara y mi carro, y voy por la carretera, no hay venta que no me pare, y moza que no me quiera».
- «Cuando el ventero está en la puerta, el diablo está en la venta», o «Ventero a la puerta, venta vacía».
- «Cuando fueres a la venta, la ventera sea tu parienta», o «En la casa y en la venta ten la mujer por parienta».
- «Dar gato por liebre, no sólo en ventas suele verse».
- «Dicen que vienen los rusos por las Ventas de Alcorcón, para ponerse a las órdenes del cura de Tamajón».
- «En venta y bodegón paga a discreción».
- «Hombre a caballo, en cada venta echa un trago».
- «Las Ventas de San Julián: ricas de putas, pobres de pan».
- «Mal se hospeda quien llega tarde a la venta».
- «Ser el enano de la Venta».

En pinturas, dibujos, estampas y grabados, la iconografía de las ventas suele aparecer asociada a temas costumbristas o pasajes históricos.

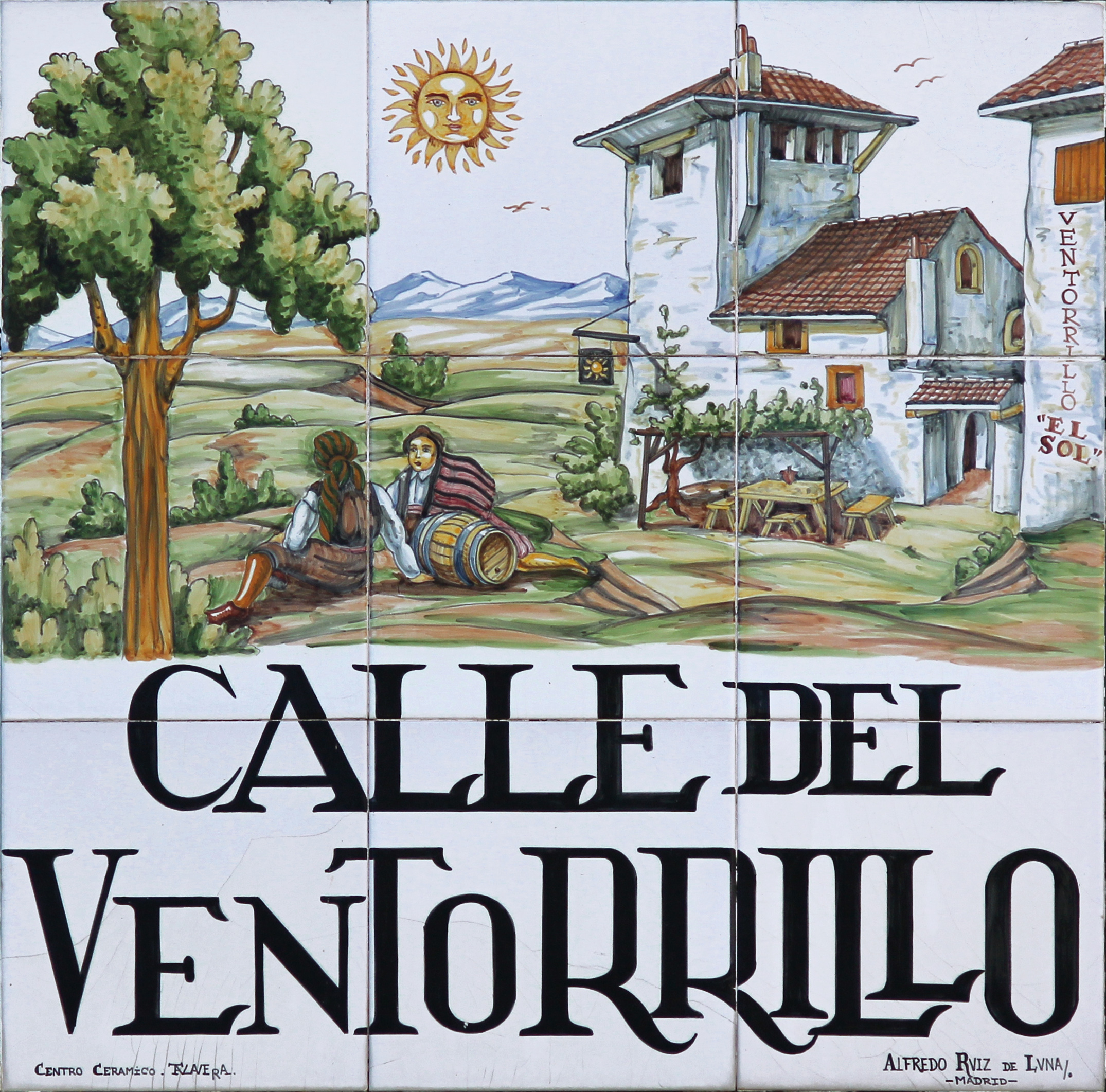
Placa de la calle del Ventorrillo de Madrid (España).
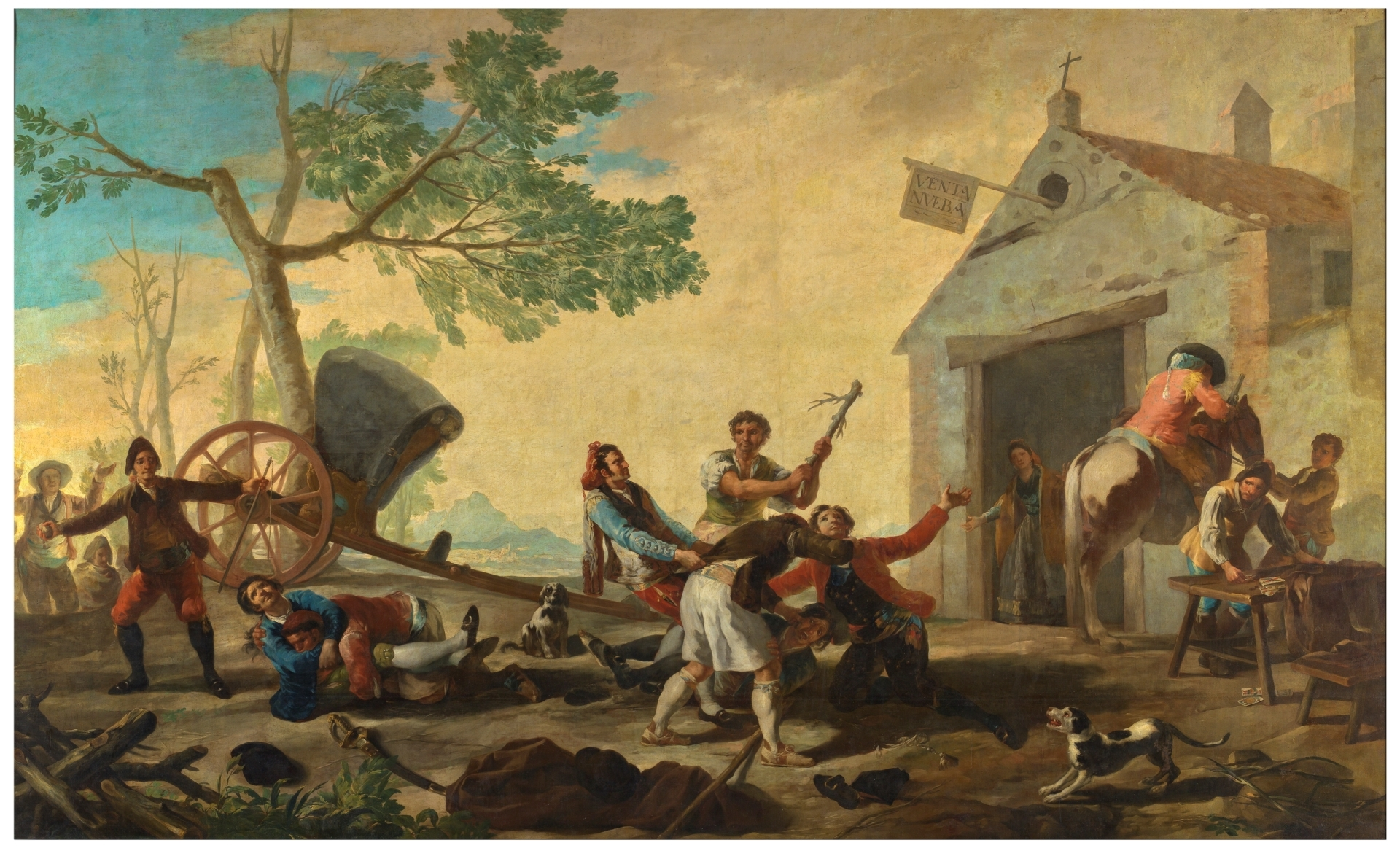
La Venta Nueva en un cartón de Francisco de Goya.
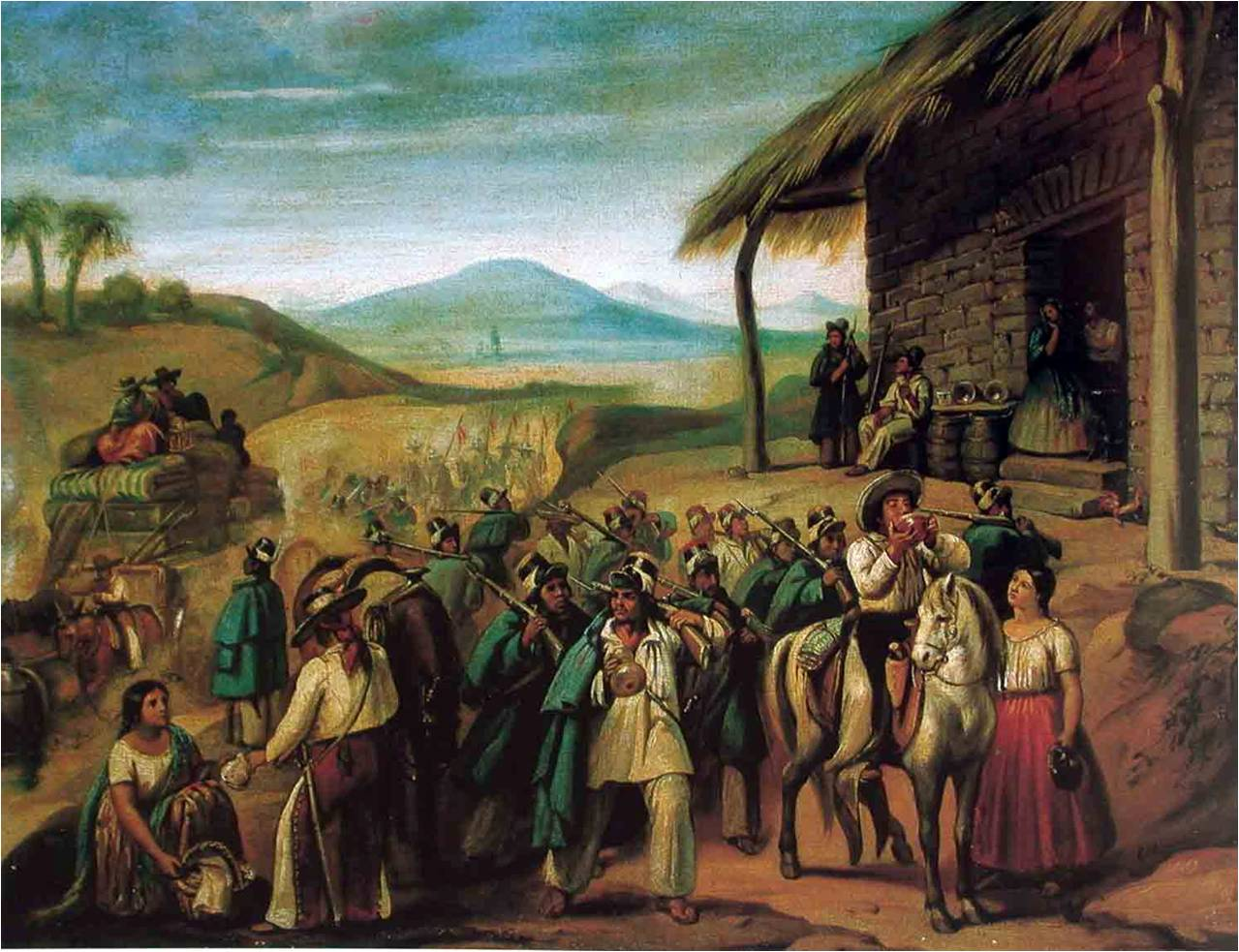
Una venta mexicana en 1858, pintada por Primitivo Miranda, Museo Nacional de las Intervenciones (INAH).
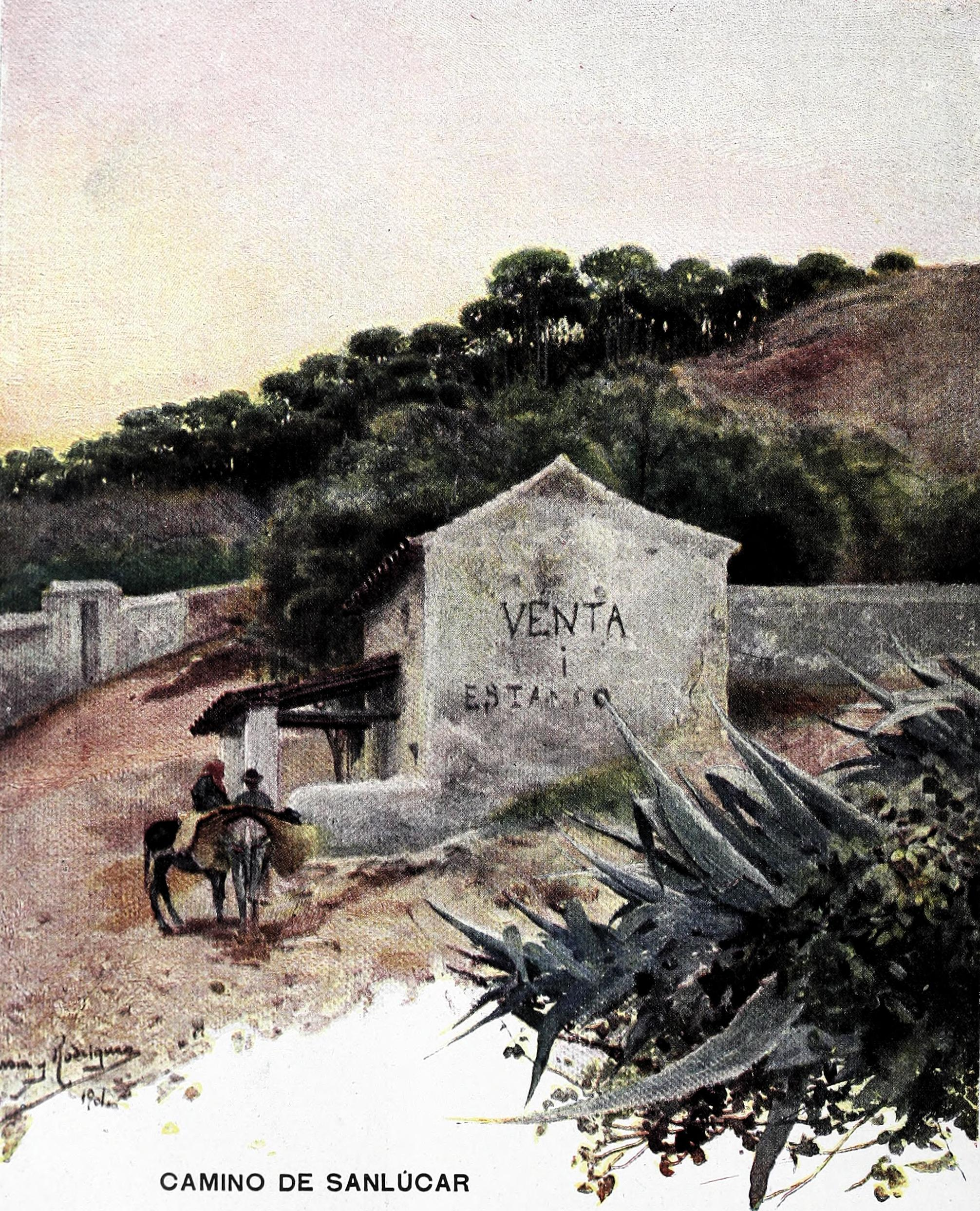
Venta en Andalucía; Blanco y Negro (1901).

## Lista no exhaustiva de ventas

### Andalucía
- Venta de Alfarnate
- Venta de la Mascareta
- Venta Rampias
- Venta de Pantalones

### Aragón
- Venta de la Jaquesa

### Castilla-La Mancha
- Venta de Borondo (BIC)
- Venta de la Inés (BIC)
- Venta de Puerto Lápice

### Castilla y León
- Venta Cornejo

### País Vasco y Navarra
- Ventas de Irún (Irungo Bentak)

### Reino de Valencia
- Venta Benito, levantada en el S.XVI, entre Villena y Caudete[17]

## Galería
|                                |
| Venta de Borondo, Ciudad Real. |

|                                    |
| Venta de Aragoncillo, Guadalajara. |

|                         |
| Venta del Alma, Toledo. |

|                                 |
| Venta de la Mascareta, Sevilla. |